# Appleton (Musikduo)
Appleton war ein kanadisches Musik-Duo. Mitglieder waren die Schwestern Nicole Appleton und Natalie Appleton.

## Geschichte des Duos
Die Appleton-Schwestern waren seit 1996 Mitglieder der von Melanie Blatt und Shaznay Lewis gegründeten Girlgroup All Saints. Die Musikgruppe veröffentlichte zwischen 1997 und 2001 zwei Longplayer und zahlreiche Singles, von denen fünf die Spitze der britischen Charts erreichten. Ende 2001 folgte das Greatest-Hits-Album All Hits. Kurz darauf trennte sich die Gruppe.
2002 gründeten die beiden Schwestern Nicole und Natalie das Musikduo Appleton, unterschrieben bei Polydor und gingen für Musikaufnahmen ins Studio. Im September 2002 veröffentlichten sie mit Fantasy ihre erste Single, die Platz 2 der britischen Single-Charts erreichte. 2003 erschien zunächst mit Don’t Worry eine Single, die auf Platz 5 stieg. Es folgte der Longplayer Everything’s Eventual, der sich gut verkaufte und Platz 9 der britischen Album-Charts erreichte. Zuletzt wurde die Singleauskopplung Everything Eventually veröffentlicht, die weniger mediale Beachtung fand.
Im Gegensatz zu ihrem Engagement bei den All Saints konnten sich die Schwestern stärker am Songwriting beteiligen. Gelegentlich war eine der beiden Schwestern alleinige Autorin. Nur an wenigen Songs hatten sie keinen kompositorischen oder textlichen Anteil. Weitere Songwriter waren Damian Aspinall, Craig Stephen Dodds, Daniel Hastings, Andy Hayman, Gareth Young, Matt Rowe und Alexis Smith.
Trotz guter Verkaufserfolge löste Polydor den Vertrag mit den Appleton-Schwestern auf. Ende 2004 unterzeichneten sie einen Vertrag mit dem Label Concept Music. Seitdem sind keine weiteren Veröffentlichungen des Duos erschienen. Schließlich kam es 2006 zu einer Wiedervereinigung der All Saints, die von einer kurzen Unterbrechung abgesehen bis heute Bestand hat.

## Diskografie

### Alben
| Jahr | Titel                 | Höchstplatzierung, Gesamtwochen, AuszeichnungChartplatzierungen (Jahr, Titel, Platzierungen, Wochen, Auszeichnungen, Anmerkungen) | Höchstplatzierung, Gesamtwochen, AuszeichnungChartplatzierungen (Jahr, Titel, Platzierungen, Wochen, Auszeichnungen, Anmerkungen) | Höchstplatzierung, Gesamtwochen, AuszeichnungChartplatzierungen (Jahr, Titel, Platzierungen, Wochen, Auszeichnungen, Anmerkungen) | Höchstplatzierung, Gesamtwochen, AuszeichnungChartplatzierungen (Jahr, Titel, Platzierungen, Wochen, Auszeichnungen, Anmerkungen) | Höchstplatzierung, Gesamtwochen, AuszeichnungChartplatzierungen (Jahr, Titel, Platzierungen, Wochen, Auszeichnungen, Anmerkungen) | Anmerkungen                            |
| Jahr | Titel                 | DE | AT | CH | UK | US | Anmerkungen                            |
| ---- | --------------------- | --- | --- | --- | --- | --- | -------------------------------------- |
| 2003 | Everything’s Eventual | — | — | — | UK9 (8 Wo.)UK | — | Erstveröffentlichung: 24. Februar 2003 |

### Singles
| Jahr | Titel Album                                 | Höchstplatzierung, Gesamtwochen, AuszeichnungChartplatzierungen (Jahr, Titel, Album, Platzierungen, Wochen, Auszeichnungen, Anmerkungen) | Höchstplatzierung, Gesamtwochen, AuszeichnungChartplatzierungen (Jahr, Titel, Album, Platzierungen, Wochen, Auszeichnungen, Anmerkungen) | Höchstplatzierung, Gesamtwochen, AuszeichnungChartplatzierungen (Jahr, Titel, Album, Platzierungen, Wochen, Auszeichnungen, Anmerkungen) | Höchstplatzierung, Gesamtwochen, AuszeichnungChartplatzierungen (Jahr, Titel, Album, Platzierungen, Wochen, Auszeichnungen, Anmerkungen) | Höchstplatzierung, Gesamtwochen, AuszeichnungChartplatzierungen (Jahr, Titel, Album, Platzierungen, Wochen, Auszeichnungen, Anmerkungen) | Anmerkungen                             |
| Jahr | Titel Album                                 | DE | AT | CH | UK | US | Anmerkungen                             |
| ---- | ------------------------------------------- | --- | --- | --- | --- | --- | --------------------------------------- |
| 2002 | Fantasy Everything’s Eventual               | — | — | — | UK2 (13 Wo.)UK | — | Erstveröffentlichung: 2. September 2002 |
| 2003 | Don’t Worry Everything’s Eventual           | — | — | — | UK5 (10 Wo.)UK | — | Erstveröffentlichung: 10. Februar 2003  |
| 2003 | Everything Eventually Everything’s Eventual | — | — | — | UK35 (2 Wo.)UK | — | Erstveröffentlichung: 14. Juli 2003     |